# Viquipèdia en armeni
La Viquipèdia armenia (Վիքիպեդիա o Վիքիպեդիա Ազատ Հանրագիտարագիտարան, Vikipedia o Vikipedia Azat Hanragitaran en hanrakikigitara; armeni occidental: Ուիքիփետիա) és la versió en idioma armeni de la Viquipèdia.
Va ser creada el febrer de 2003. com a Հայերեն Վիքիփեդիա. El nom es va canviar a Հայերեն Վիքիպեդիա el 5 d'abril de 2012. Amb tot el seu contingut actual, apareix a la a la categoria de més de 100.000 articles.
La Viquipèdia armenia va llançar més tard l'opció de llegir tots els continguts, si es preferia, en l'ortografia tradicional (mesrobiana), en lloc de l'ortografia reformada (abeghiana). La Viquipèdia armenia també va portar de vegades articles paral·lels en llengua armènia occidental parlades àmpliament a la diàspora armènia.
L'1 d'abril de 2019, però, es va llançar un lloc separat a l'armeni occidental amb el nom Հայերէն Ուիքիփետիա amb un projecte per traslladar articles escrits en armeni occidental i ampliar el contingut al nou espai de la Viquipèdia en armeni occidental.

## Estadístiques
Té 288.521 articles. També té 114.632 col·laboradors registrats, inclosos 11 administradors.
El 29 de juliol de 2023 va arribar als 300.000 articles.